# Ali Abdilmana
Ali Abdilmana (17 febbraio 2002) è un mezzofondista etiope.

## Biografia
Nel 2021 ha vinto la medaglia d'argento nei 3000 m ai campionati mondiali under 20 di Nairobi; l'anno seguente ha invece conquistato un quinto posto ai campionati africani nei 5000 m.

## Palmarès
| Anno | Manifestazione | Sede         | Evento       | Risultato | Prestazione | Note                          |
| ---- | -------------- | ------------ | ------------ | --------- | ----------- | ----------------------------- |
| 2021 | Mondiali U20   | Nairobi      | 3000 m piani | Argento   | 7'44"55     | Miglior prestazione personale |
| 2022 | Africani       | Saint-Pierre | 5000 m piani | 5º        | 13'45"29    |                               |

## Campionati nazionali
2019
- 7º ai campionati etiopi, 5000 m piani - 13'56"0

2022
- Oro ai campionati etiopi, 5000 m piani - 13'45"29

## Altre competizioni internazionali
2022
- 10º ai Bislett Games ( Oslo), 5000 m piani - 13'16"97

2023
- 9º al Meeting de Paris ( Parigi), 2 miglia - 8'40"65